# Cité-de-carcassonne
Pour les articles homonymes, voir Carcassonne (homonymie).
Le cité-de-carcassonne, appelé vin de pays de la cité de Carcassonne jusqu'en 2009, est un vin français d'indication géographique protégée (le nouveau nom des vins de pays) de zone qui a vocation à labelliser, après dégustation, les vins ne pouvant postuler une appellation d'origine.

## Histoire

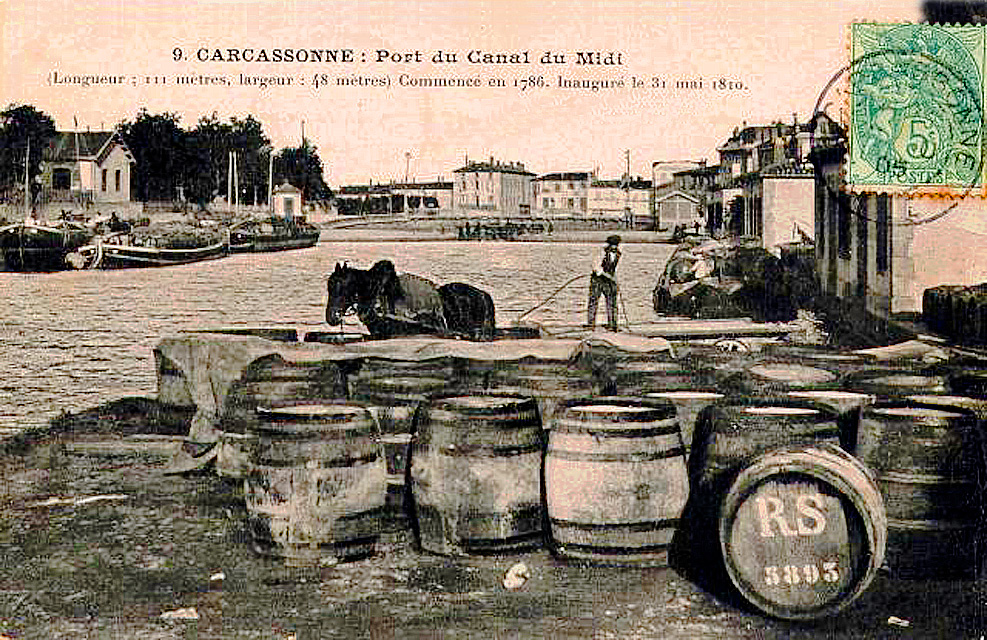
Le port de Carcassonne, commencé en 1786, fut inauguré en 1810.

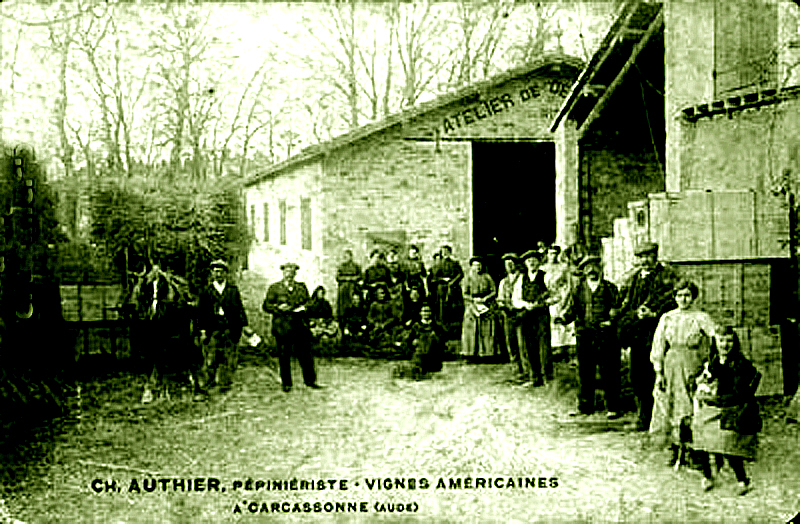
Pépinières de vignes américaines pour lutter contre le phylloxéra à Carcassonne.

Le canal du Midi, inauguré en 1681, relança la production du vin en Languedoc qui pouvait être exporté vers Toulouse, Bordeaux et Marseille. Le canal eut pour effet d'élargir la zone de vente des producteurs locaux et dans les années 1730-1740, ce commerce permit aux exploitations agricoles d'augmenter leur production.
À partir de 1855, le vignoble connut une forte progression. Mais la crise de l'oïdium, suivie du phylloxéra, puis la surproduction des vins de qualité inférieure engendrèrent la révolte de 1907. 
Le mouvement coopératif qui s'ensuivit redonna un essor de la viticulture. Au milieu du XXe siècle, les vignerons décident de choisir la qualité contre la quantité. Le syndicat des vins de pays de la Cité de Carcassonne a été créé en 1969. Ses adhérents se répartissent sur une vingtaine de communes et leurs vignobles couvrent environ 3 000 hectares

## Géographie

### Orographie
Ce terroir viticole est constitué de plaines et de collines dans sa partie méridionale. Il est creusé par les rivières de la Dure, de l'Orbiel et de la Clamoux. Au nord, les terrains sont plus abrupts avec le début de la Montagne Noire. Là dominent la garrigue et le maquis. Le point culminant à 1 210 mètres d'altitude, c'est le pic de Nore, contrefort du Massif central.

### Climat
La station météorologique de Carcassonne-Salvaza mesure quotidiennement plusieurs paramètres météorologiques depuis 1948. 
Selon la classification de Köppen, le climat du Cabardès est de type cfa ou subtropical humide. Ce qui constitue une exception en France métropolitaine, où le climat est majoritairement, hors régions d'altitude, de type cfb ou csa.
- La lettre c indique qu'il s'agit d'un climat tempéré : les températures moyennes y sont supérieures à -3° durant la saison froide.
- La lettre f indique qu'il s'agit d'un climat humide : les pluies sont réparties sur toute l'année. En effet, malgré un mois de juillet relativement sec, l'écart entre les précipitations du mois le plus sec et du mois le plus pluvieux n'est pas suffisant pour qu'on puisse réellement parler de saison sèche.
- La lettre a indique qu'il y a un été chaud : le mois de juillet a une température supérieure à 22°.

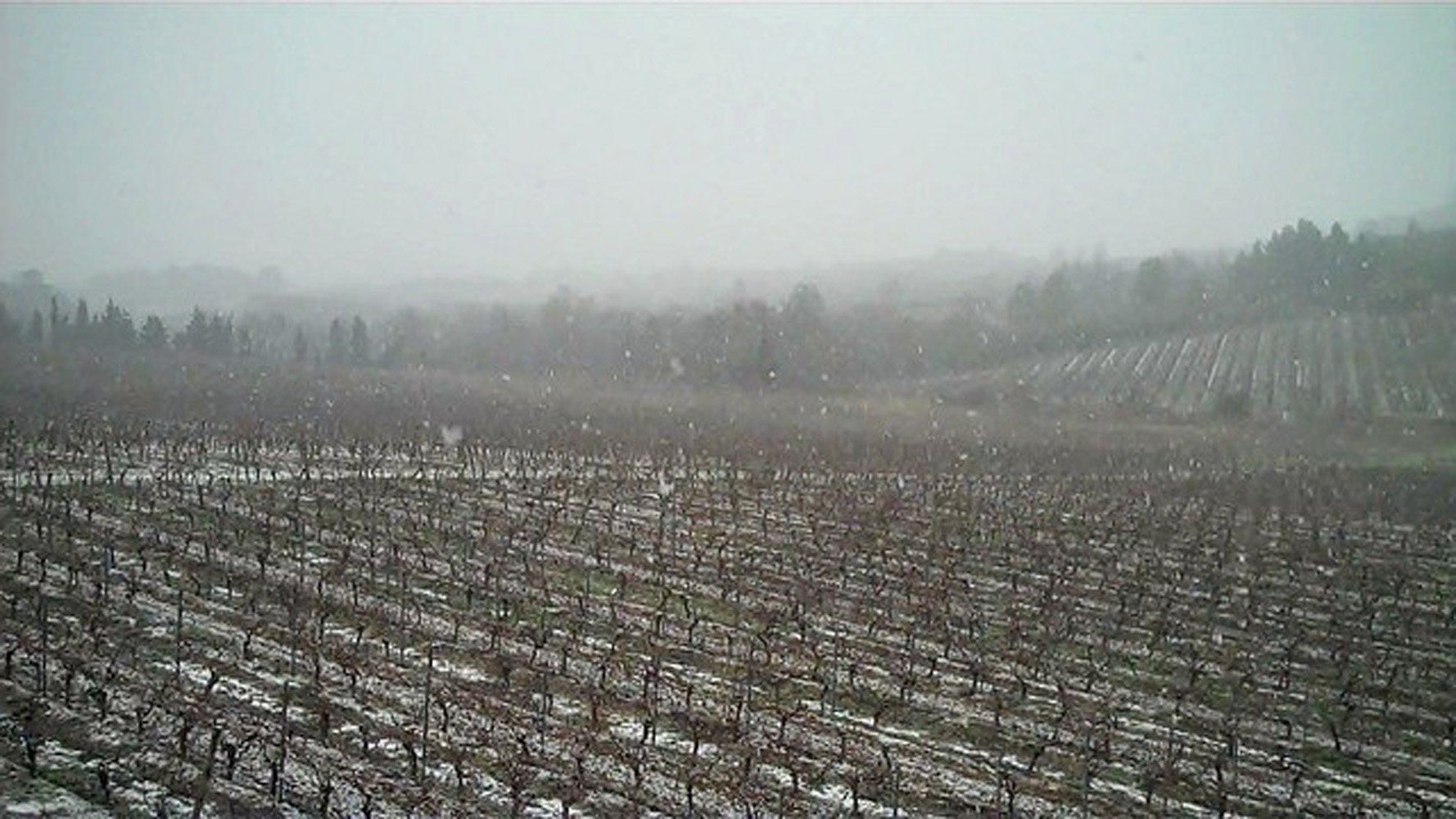
Brume hivernale.

Le climat de transition de ce terroir se caractérise donc par des étés relativement chauds, dont un mois de juillet sec et chaud, avec situation de sécheresse, des automnes et des hivers doux avec des gels relativement rares. Les pluies sont réparties à peu près équitablement du mois d'octobre au mois de mai. La neige y est rare, il en tombe en moyenne 7 jours par an entre décembre et mars, et elle fond très rapidement. L'ensoleillement est assez élevé, puisque supérieur, en moyenne, à 2 190 h/an sur la période 1961/1990. Il associe l'ensoleillement méditerranéen à la fraîcheur de l'Aquitaine, la douceur atlantique y croise les rigueurs méridionales.
Les précipitations y sont les plus fortes en automne au mois d'octobre et au printemps au mois d'avril. Les pluies d'été sont sous forme d'orages parfois violents se transformant en orages de grêle fatals aux vignes. 
| Mois                                                      | J    | F    | M    | A    | M    | J    | J    | A    | S    | O    | N    | D    | Année |
| --------------------------------------------------------- | ---- | ---- | ---- | ---- | ---- | ---- | ---- | ---- | ---- | ---- | ---- | ---- | ----- |
| Températures (sous abri, normales) °C                     | 5,9  | 7,2  | 9,1  | 11,7 | 15,3 | 19,1 | 22,1 | 21,5 | 19   | 14,8 | 9,6  | 6,7  | 13,5  |
| Précipitations (hauteur moyenne en mm, période 1961-1990) | 67,3 | 67,7 | 64,8 | 71,5 | 62,3 | 43,0 | 29,1 | 43,2 | 46,1 | 74,0 | 56,7 | 69,4 | 695,1 |
| Source: Météo France                                      |      |      |      |      |      |      |      |      |      |      |      |      |       |

Le vent est très présent sur le vignoble, une moyenne de plus de 117 jours par an de vents de plus de 55 km/h y est relevée. Ce sont des vents d'est, vents marins, ou des vents d'ouest appelés Cers.

## Zone de production

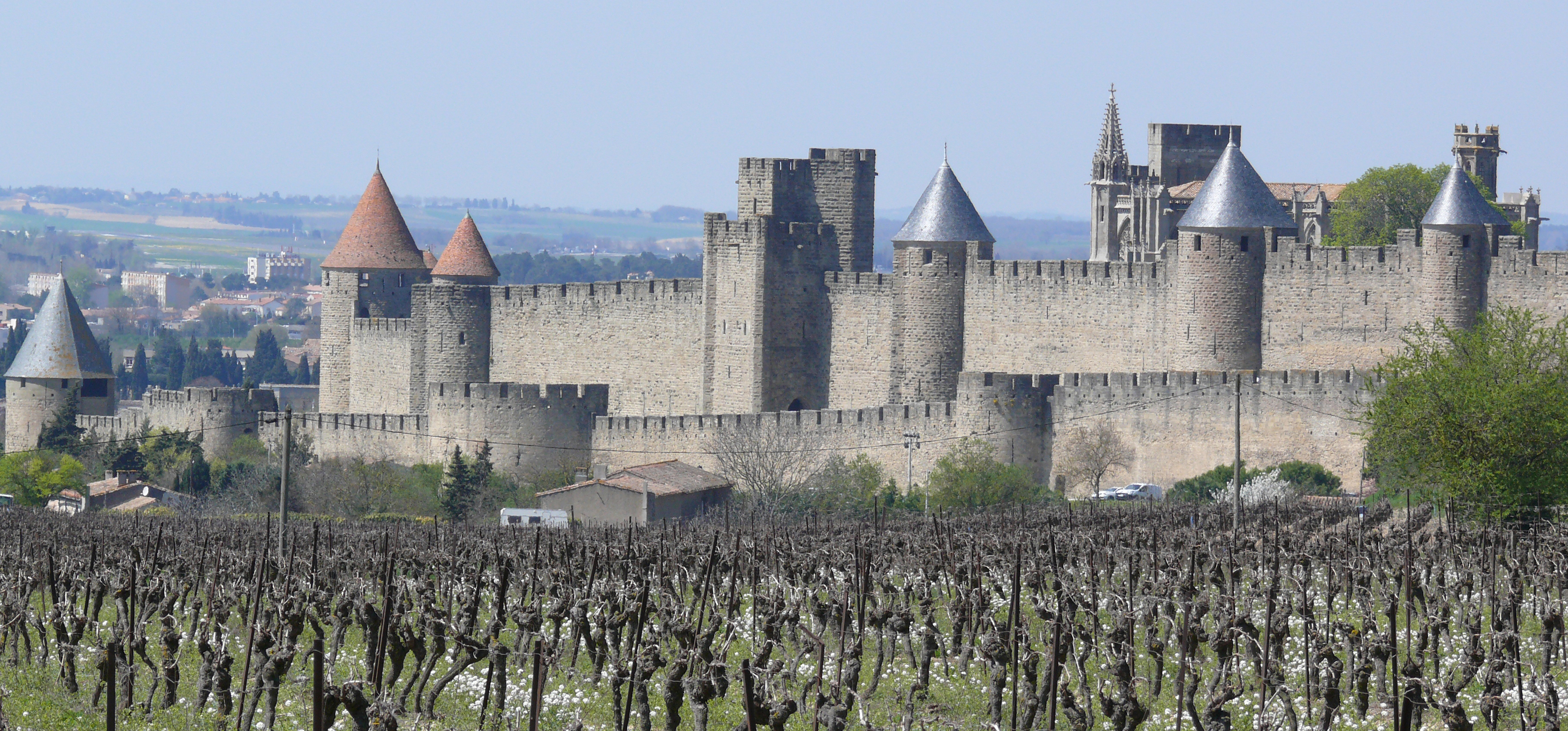
Vignoble au pied de la Cité de Carcassonne.

Elle comprend les communes de Berriac, Carcassonne, Cavanac, Cazilhac, Couffoulens, Montirat, Palaja, Pennautier, Trèbes, Preixan, Leuc, Rouffiac-d'Aude, Verzeille, Villedubert, Caux-et-Sauzens, Villemoustaussou, Bouilhonnac, Pezens et Villesèquelande.

## Terroir et vin

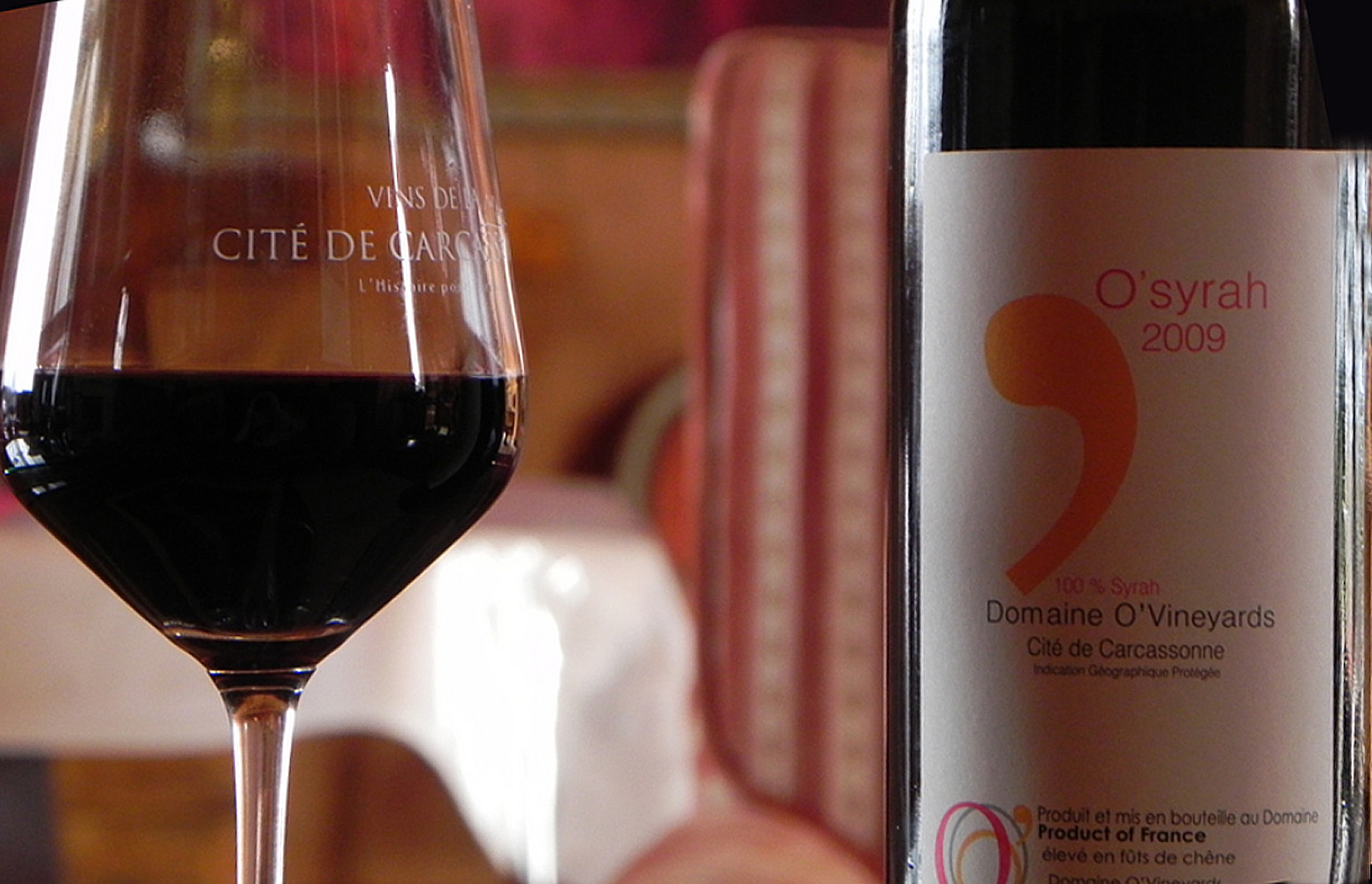
Le cité-de-carcassonne.

Les vins rouges, rosés et blancs ne doivent pas dépasser 80 hectolitres/hectare. Ils doivent titrer au minimum 11,5 % vol. Lors de leur mise en bouteille, les vins primeur ou nouveau ne doivent plus contenir d’acide malique.
Sous l'influence conjuguée du marin, vent méditerranéen chaud et humide, et du cers, vent sec et tempéré venu de l’Atlantique, le vignoble permet d'élaborer des vins de terroir frais, fruités, élégants et équilibrés.

## Encépagement

### Cépages rouges
Il y a d'abord les cépages principaux : cabernet franc N, cabernet sauvignon N, cot N, merlot N, pinot noir N, syrah N : ces cépages doivent représenter globalement ou séparément au moins 20 % de la superficie produisant les vins de pays en cause.
Alicante Bouschet N, cinsault N, carignan N : ces cépages ne doivent pas représenter plus de 40 % de la superficie produisant les vins de pays en cause.

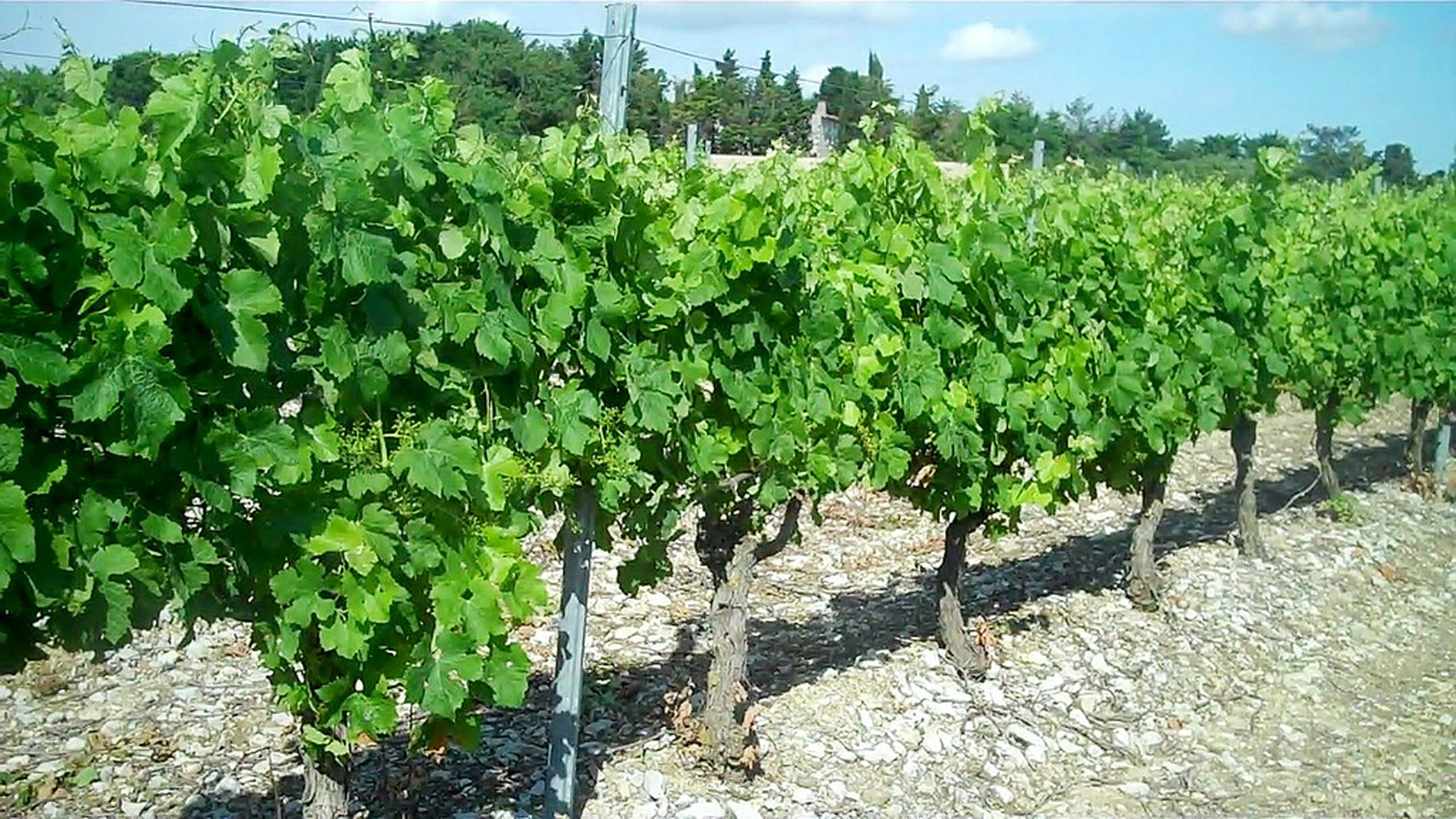
Vigne de merlot.
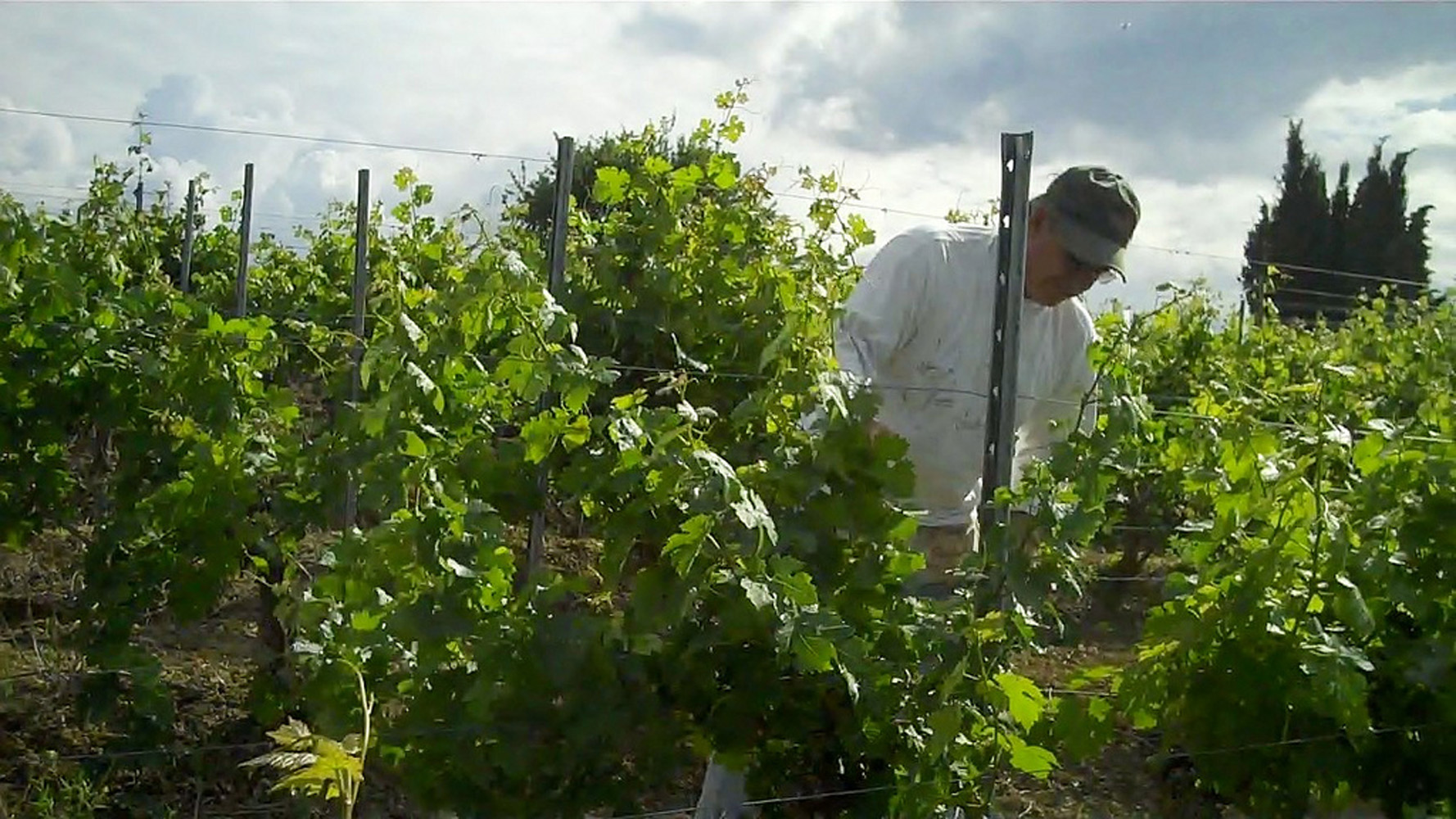
Vigne de cabernet-sauvignon.
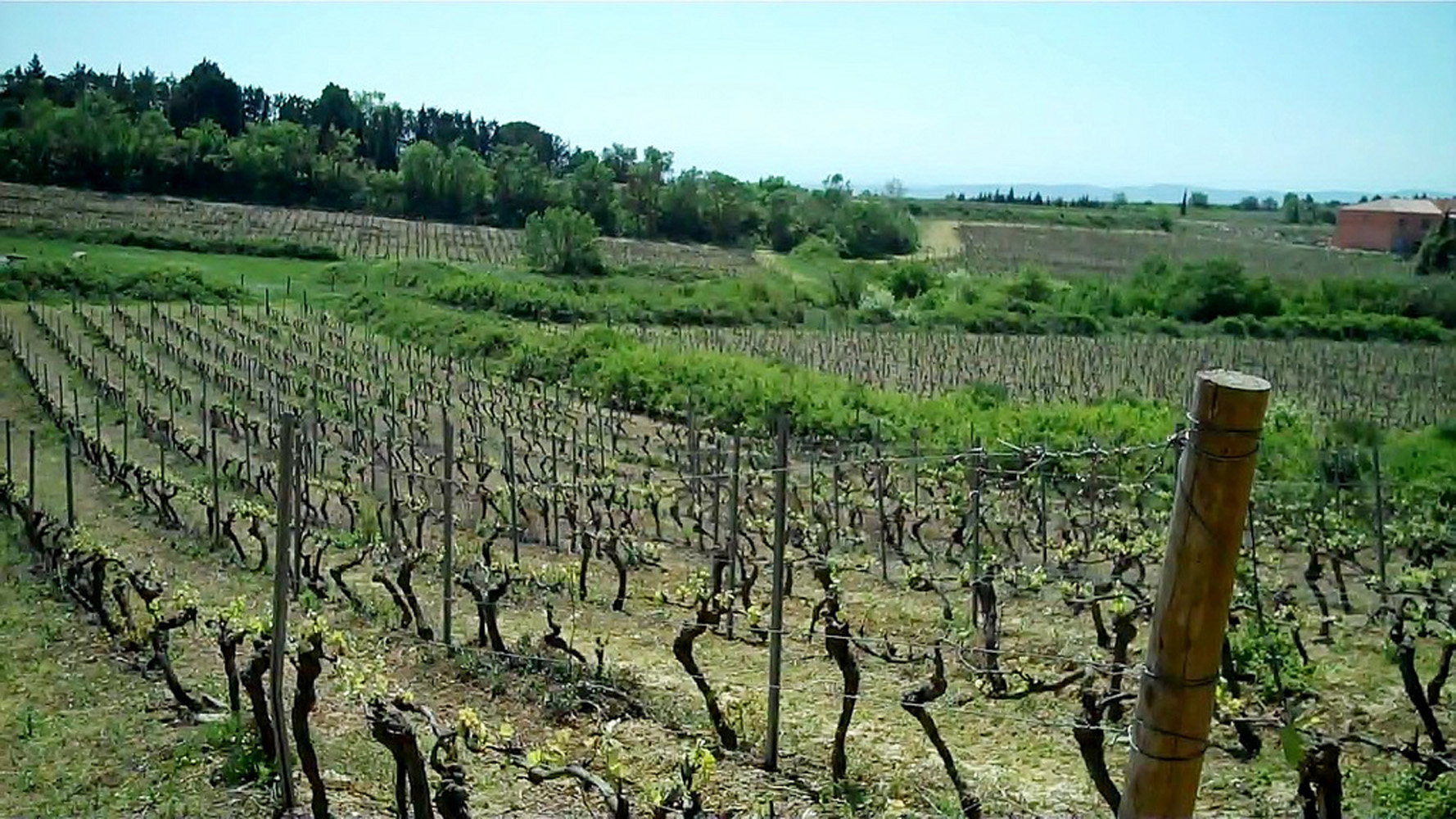
Vigne de syrah.

À ceux-ci peuvent être adjoints des cépages secondaires : grenache noir N, arinarnoa N, caladoc N, chenanson N, egiodola N, marselan N, portan N.

### Cépages blancs
Ce sont les bourboulenc B, carignan blanc B, chardonnay B, chasan B, chenin blanc B, clairette B, colambard B, grenache blanc B, macabeu B, marsanne B, mauzac B, muscat à petits grains B, muscat d’Alexandrie B, piquepoul blanc B, roussanne B, sauvignon B, sémillon B, terret blanc B, tourbat B, ugni blanc B, viognier B.

## Type de vin et gastronomie

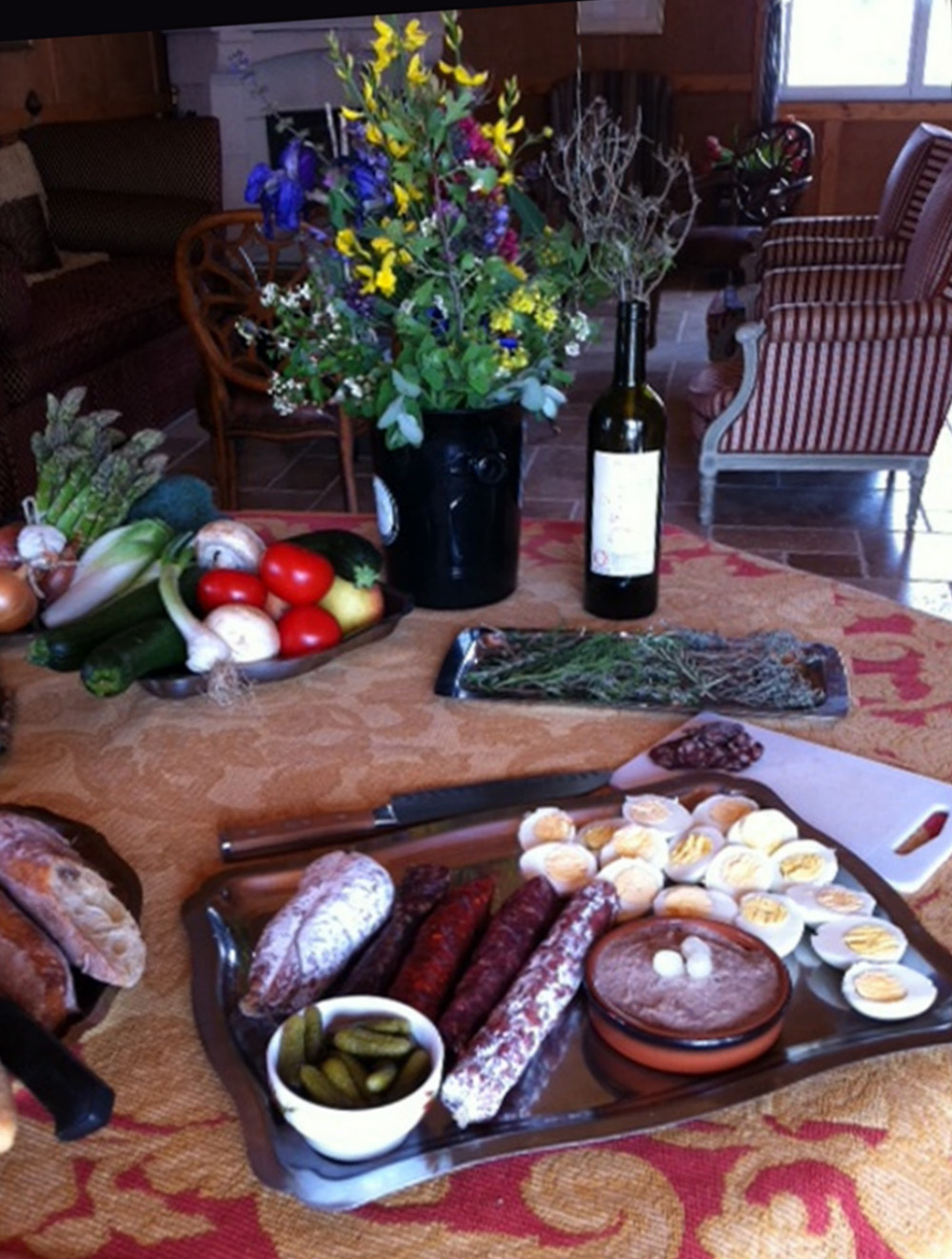
Une large gamme de mets.

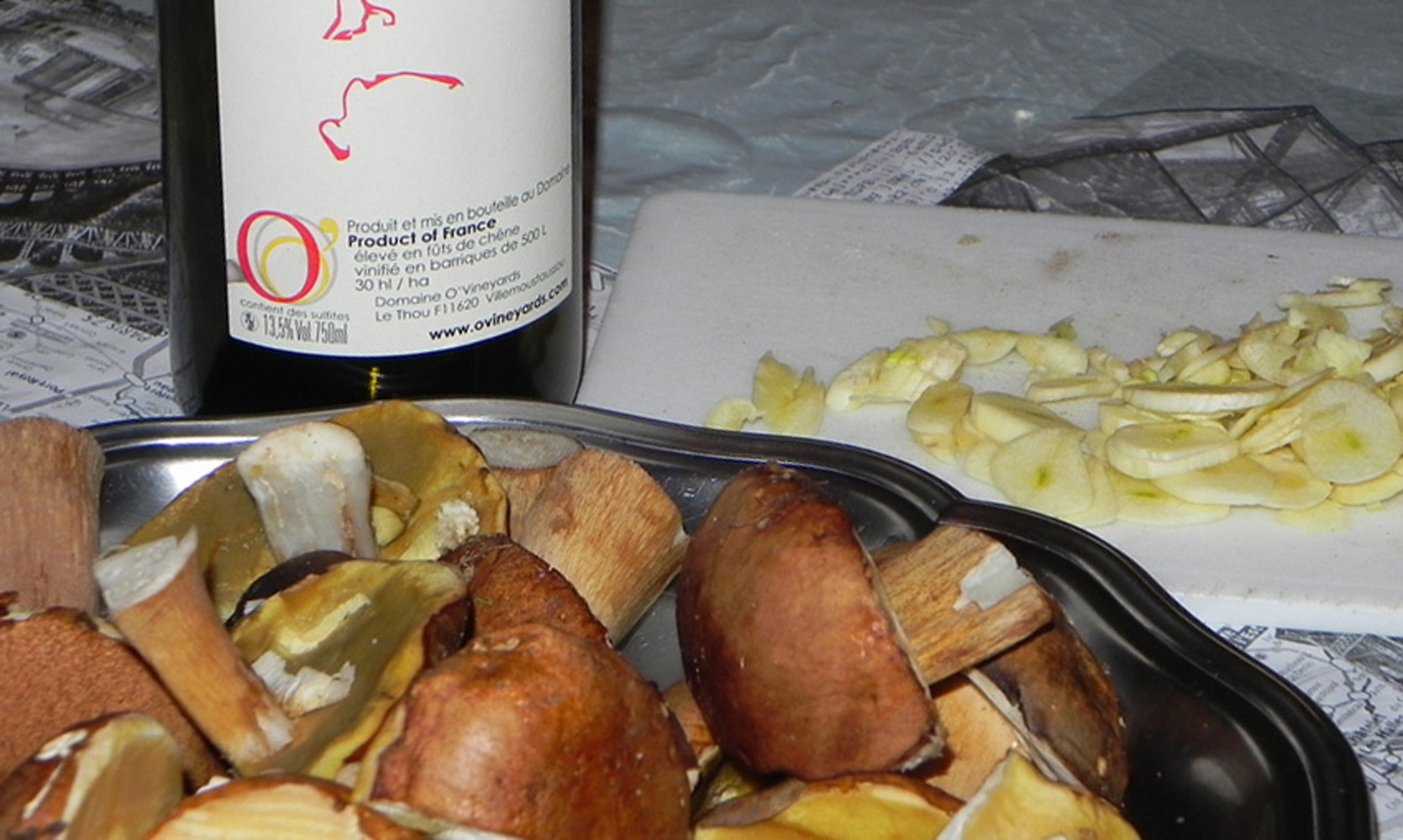
Vin rouge et cèpes de la montagne Noire.

Ces vins peuvent se marier avec une vaste palette de mets allant des entrées aux fromages.
Ils trouvent leur place dès les hors-d'œuvre, s'accordent parfaitement lors des barbecues avec des grillades, des saucisses, des côtelettes de porc et de la charcuterie.
Leur mariage avec du gibier à poils et à plume s'impose comme celui avec des viandes rouges ou blanches. Il s'accorde particulièrement avec des viandes rôties, des volailles, ainsi qu'avec les préparations à base d'agneau ou de canard et les plats de pâtes relevées par des sauces. 
Il finit le repas avec les fromages locaux et en particulier ceux de la montagne Noire.

## Liste des domaines
Il y a 26 producteurs dans la zone : 
- Cave Anne de Joyeuse
- Cave La Malepere
- Château Auzias
- Château de Brau
- Château de Couffoulens
- Château Malves-Bousquet
- Château Millegrand
- Domaine de la Roque
- Domaine de Sautès
- Domaine de Serres
- Domaine de Sainte-Marie des Pins
- Domaine Fontaine Grande
- Domaine la Mijeanne
- Domaine Lalande
- Domaine le Bordeur
- Domaine Loupia
- Domaine O'Vineyards
- Domaine Saint-Martin
- Exploitation Charlemagne
- Les Vignerons de la Voie Romaine et du Cabardès
- Maison Lorgeril
- Plô Roucarels
- SCAV Alliance Minervois
- SCAV Vignobles de Carsac
- Vignerons du Triangle d'Or
- Vignobles Sarrail